# ФРГ на летних Олимпийских играх 1976
На летних Олимпийских играх 1976 года сборная ФРГ завоевала 10 золотых, 12 серебряных и 17 бронзовых медалей, что вывело сборную на 4-е место в неофициальном командном зачёте.

## Медалисты
| Медаль  | Спортсмен                                                                    | Вид спорта            | Дисциплина                                            |
| ------- | ---------------------------------------------------------------------------- | --------------------- | ----------------------------------------------------- |
| Золото  | Аннегрет Рихтер                                                              | Лёгкая атлетика       | Женщины, 100 м                                        |
| Золото  | Грегор Браун                                                                 | Велоспорт             | Мужчины, индивидуальная гонка преследования           |
| Золото  | Грегор Браун Ханс Луц Гюнтер Шумахер Петер Фонхоф                            | Велоспорт             | Мужчины, командная гонка преследования на 4000 м      |
| Золото  | Альвин Шокемёле                                                              | Конный спорт          | Конкур, индивидуальное первенство                     |
| Золото  | Харри Больдт Габриела Грилло Райнер Климке                                   | Конный спорт          | Выездка, командное первенство                         |
| Золото  | Томас Бах Маттиас Бер Харальд Хайн Клаус Райхерт Эрк Сенс-Гориус             | Фехтование            | Мужчины, рапира, командное первенство                 |
| Золото  | Александер Пуш                                                               | Фехтование            | Мужчины, шпага, личное первенство                     |
| Золото  | Карлхайнц Смишек                                                             | Стрельба              | Мужчины, малокалиберная винтовка, 50 м лёжа           |
| Золото  | Экарт Диш Йёрг Диш                                                           | Парусный спорт        | Класс «Летучий голландец»                             |
| Золото  | Харро Боде Франк Хюбнер                                                      | Парусный спорт        | Класс «470»                                           |
| Серебро | Гвидо Крачмер                                                                | Лёгкая атлетика       | Мужчины, десятиборье                                  |
| Серебро | Аннегрет Рихтер                                                              | Лёгкая атлетика       | Женщины, 200 м                                        |
| Серебро | Аннегрет Рихтер Эльвира Поссекель Инге Хельтен Аннегрет Кронигер             | Лёгкая атлетика       | Женщины, эстафета 4×100 м                             |
| Серебро | Марион Беккер                                                                | Лёгкая атлетика       | Женщины, метание копья                                |
| Серебро | Отто Аммерман Херберт Блёккер Хельмут Ретемайер Карл Шульц                   | Конный спорт          | Конное троеборье, командное первенство                |
| Серебро | Альвин Шокемёле Пауль Шокемёле Зёнке Зёнкзен Ханс-Гюнтер Винклер             | Конный спорт          | Конкур, командное первенство                          |
| Серебро | Харри Больдт                                                                 | Конный спорт          | Выездка, личное первенство                            |
| Серебро | Ханс-Юрген Хен                                                               | Фехтование            | Мужчины, шпага, личное первенство                     |
| Серебро | Райнхольд Бер Фолькер Фишер Ханс-Юрген Хен Александер Пуш                    | Фехтование            | Мужчины, шпага, командное первенство                  |
| Серебро | Гюнтер Нойройтер                                                             | Дзюдо                 | Мужчины, свыше 93 кг                                  |
| Серебро | Петер-Михаэль Кольбе                                                         | Академическая гребля  | Мужчины, одиночки                                     |
| Серебро | Ульрих Линд                                                                  | Стрельба              | Мужчины, малокалиберная винтовка, 50 м лёжа           |
| Бронза  | Пауль-Хайнц Велльман                                                         | Лёгкая атлетика       | Мужчины, 1500 м                                       |
| Бронза  | Клаус-Петер Хильденбранд                                                     | Лёгкая атлетика       | Мужчины, 5000 м                                       |
| Бронза  | Бернд Херрман Франц-Петер Хофмайстер Лотар Криг Харальд Шмид                 | Лёгкая атлетика       | Мужчины, 4×400 м                                      |
| Бронза  | Инге Хельтен                                                                 | Лёгкая атлетика       | Женщины, 100 м                                        |
| Бронза  | Райнхард Скрицек                                                             | Бокс                  | Мужчины, до 67 кг                                     |
| Бронза  | Карл Шульц                                                                   | Конный спорт          | Конное троеборье, личное первенство                   |
| Бронза  | Райнер Климке                                                                | Конный спорт          | Выездка, личное первенство                            |
| Бронза  | Эберхард Гингер                                                              | Спортивная гимнастика | Мужчины, бревно                                       |
| Бронза  | Томас Штраус Петер ван Ройе                                                  | Академическая гребля  | Мужчины, двойки распашные без рулевого                |
| Бронза  | Ханс-Йохан Фербер Зигфрид Фрикке Ральф Кубайль Петер Нихузен Хартмут Венцель | Академическая гребля  | Мужчины, четвёрки распашные с рулевым                 |
| Бронза  | Эдит Экбауэр Теа Айнёдер                                                     | Академическая гребля  | Женщины, двойки распашные без рулевого                |
| Бронза  | Вернер Зайбольд                                                              | Стрельба              | Мужчины, малокалиберная винтовка с трёх позиций, 50 м |
| Бронза  | Петер Нокке                                                                  | Плавание              | Мужчины, 100 м вольным стилем                         |
| Бронза  | Михаэль Краус Вальтер Куш Петер Нокке Клаус Штайнбах                         | Плавание              | Мужчины, эстафета 4×100 м комбинированная             |
| Бронза  | Карл-Хайнц Хельбинг                                                          | Греко-римская борьба  | Мужчины, до 74 кг                                     |
| Бронза  | Адольф Зегер                                                                 | Вольная борьба        | Мужчины, до 82 кг                                     |
| Бронза  | Йёрг Шмалль Йёрг Шпенглер                                                    | Парусный спорт        | Класс «Торнадо»                                       |

## Результаты соревнований

### Академическая гребля
В следующий раунд из каждого заезда проходили несколько лучших экипажей (в зависимости от дисциплины). В финал A выходили 6 сильнейших экипажей, ещё 6 экипажей, выбывших в полуфинале, распределяли места в малом финале B
Мужчины
| Соревнование | Спортсмены                  | Предварительный заезд | Предварительный заезд | Предварительный заезд | Отборочный заезд | Отборочный заезд | Отборочный заезд | Полуфинал | Полуфинал | Полуфинал | Финал   | Финал   | Итоговое место |
| Соревнование | Спортсмены                  | Заезд                 | Время                 | Место                 | Заезд            | Время            | Место            | Заезд     | Время     | Место     | Время   | Место   | Итоговое место |
| ------------ | --------------------------- | --------------------- | --------------------- | --------------------- | ---------------- | ---------------- | ---------------- | --------- | --------- | --------- | ------- | ------- | -------------- |
| одиночки     | Петер-Михаэль Кольбе        | 1                     | 7:05,95               | 1 Q                   | не участвовал    | не участвовал    | не участвовал    | 1         | 6:59,18   | 2 QA      | Финал A | Финал A | 2              |
| одиночки     | Петер-Михаэль Кольбе        | 1                     | 7:05,95               | 1 Q                   | не участвовал    | не участвовал    | не участвовал    | 1         | 6:59,18   | 2 QA      | 7:31,67 | 2       | 2              |
| двойки       | Петер ван Ройе Томас Штраус | 3                     | 7:01,52               | 3 Q                   | не участвовали   | не участвовали   | не участвовали   | 2         | 6:35,27   | 3 QA      | Финал A | Финал A | 3              |
| двойки       | Петер ван Ройе Томас Штраус | 3                     | 7:01,52               | 3 Q                   | не участвовали   | не участвовали   | не участвовали   | 2         | 6:35,27   | 3 QA      | 7:30,03 | 3       | 3              |

### Водное поло

#### Мужчины
Состав команды
| Мужская сборная Германии по водному поло | Мужская сборная Германии по водному поло | Мужская сборная Германии по водному поло | Мужская сборная Германии по водному поло | Мужская сборная Германии по водному поло | Мужская сборная Германии по водному поло | Мужская сборная Германии по водному поло | Мужская сборная Германии по водному поло |
| №                                        | Имя                                      | Дата рождения (возраст)                  | Рост                                     | Вес                                      | Клуб                                     | Игры                                     | Голы                                     |
| ---------------------------------------- | ---------------------------------------- | ---------------------------------------- | ---------------------------------------- | ---------------------------------------- | ---------------------------------------- | ---------------------------------------- | ---------------------------------------- |
| 1                                        | Гюнтер Килиан (GK)                       | 29 января 1950 (26 лет)                  | 1,91 м                                   | 96 кг                                    | СВВ 05                                   | 8                                        | 0                                        |
| 2                                        | Лудгер Веке                              | 25 апреля 1949 (27 лет)                  | 1,78 м                                   | 77 кг                                    | Роте Эрде                                | 8                                        | 2                                        |
| 3                                        | Ганс Симон                               | 25 января 1947 (29 лет)                  | 1,85 м                                   | 95 кг                                    | Роте Эрде                                | 8                                        | 2                                        |
| 4                                        | Юрген Штифель                            | 21 декабря 1953 (22 года)                | 1,85 м                                   | 82 кг                                    | Эсслинген                                | 8                                        | 8                                        |
| 5                                        | Роланд Фройнд                            | 17 июня 1955 (21 год)                    | 1,81 м                                   | 86 кг                                    | Аэгир Уэрдинген                          | 8                                        | 0                                        |
| 6                                        | Вольфганг Мехлер                         | 21 марта 1955 (21 год)                   | 1,95 м                                   | 90 кг                                    | СВВ 05                                   | 8                                        | 0                                        |
| 7                                        | Мартин Йеллингхаус                       | 5 ноября 1954 (21 год)                   | 1,90 м                                   | 87 кг                                    | Роте Эрде                                | 8                                        | 0                                        |
| 8                                        | Вернер Обшерникат                        | 9 июля 1955 (21 год)                     | 1,80 м                                   | 78 кг                                    | ДСВ 98                                   | 8                                        | 3                                        |
| 9                                        | Хорст Килиан                             | 29 января 1950 (26 лет)                  | 1,89 м                                   | 93 кг                                    |                                          | 8                                        | 4                                        |
| 10                                       | Петер Рёле (GK)                          | 6 марта 1957 (19 лет)                    | 1,93 м                                   | 90 кг                                    | Шпандау 04                               | 8                                        | 0                                        |
| 11                                       | Гюнтер Вольф                             | 27 сентября 1949 (26 лет)                | 1,83 м                                   | 80 кг                                    | СВВ 05                                   | 8                                        | 5                                        |
| Главный тренер: Николаэ Фироиу           |                                          |                                          |                                          |                                          |                                          |                                          |                                          |

Результаты
Группа C
| Место | Команда   | И | В | Н | П | МЗ | МП | МР | Очки |
| ----- | --------- | - | - | - | - | -- | -- | -- | ---- |
| 1     | Венгрия   | 3 | 3 | 0 | 0 | 15 | 8  | +7 | 6    |
| 2     | ФРГ       | 3 | 2 | 0 | 1 | 9  | 7  | +2 | 4    |
| 3     | Канада    | 3 | 1 | 0 | 2 | 8  | 14 | -6 | 2    |
| 4     | Австралия | 3 | 0 | 0 | 3 | 14 | 17 | -3 | 0    |

| 18 июля 1976 | ФРГ                                                               | 5:0  | Канада | Монреаль |
| 18 июля 1976 | Счёт по четвертям: 0:0, 2:0, 1:0, 2:0                             |      |        | Монреаль |
| 18 июля 1976 | Юрген Штифель — 2 Ганс Симон, Вернер Обшерникат, Хорст Килиан — 1 | Голы |        | Монреаль |

| 19 июля 1976 | ФРГ                                                   | 4:3  | Австралия                                 | Монреаль |
| 19 июля 1976 | Счёт по четвертям: 2:0, 1:1, 1:1, 0:1                 |      |                                           | Монреаль |
| 19 июля 1976 | Хорст Килиан — 2 Юрген Штифель, Вернер Обшерникат — 1 | Голы | 1 — Эдмонд Брукс, Эндрю Керр, Джим Дюшейм | Монреаль |

| 20 июля 1976 | ФРГ                                   | 0:4  | Венгрия                                                     | Монреаль |
| 20 июля 1976 | Счёт по четвертям: 0:2, 0:1, 0:1, 0:0 |      |                                                             | Монреаль |
| 20 июля 1976 |                                       | Голы | 1 — Тамаш Фараго, Ласло Сароши, Дьёрдь Хоркай, Аттила Шудар | Монреаль |

Финальный раунд
| Место | Команда    | И | В | Н | П | МЗ | МП | МР | Очки |
| ----- | ---------- | - | - | - | - | -- | -- | -- | ---- |
| 1     | Венгрия    | 5 | 4 | 1 | 0 | 30 | 24 | +6 | 9    |
| 2     | Италия     | 5 | 2 | 2 | 1 | 21 | 20 | +1 | 6    |
| 3     | Нидерланды | 5 | 2 | 2 | 1 | 18 | 17 | +1 | 6    |
| 4     | Румыния    | 5 | 1 | 3 | 1 | 26 | 25 | +1 | 5    |
| 5     | Югославия  | 5 | 0 | 3 | 2 | 21 | 24 | -3 | 3    |
| 6     | ФРГ        | 5 | 0 | 1 | 4 | 15 | 21 | -6 | 1    |

| 22 июля 1976 | ФРГ                                   | 2:3  | Нидерланды                           | Монреаль |
| 22 июля 1976 | Счёт по четвертям: 0:0, 1:2, 0:1, 1:0 |      |                                      | Монреаль |
| 22 июля 1976 | Юрген Штифель, Гюнтер Вольф — 1       | Голы | 2 — Ян Эверт Вер 1 — Ханс ван Зеланд | Монреаль |

| 23 июля 1976 | ФРГ                                         | 3:5  | Венгрия                                          | Монреаль |
| 23 июля 1976 | Счёт по четвертям: 1:2, 1:0, 0:2, 1:1       |      |                                                  | Монреаль |
| 23 июля 1976 | Ганс Симон, Юрген Штифель, Гюнтер Вольф — 1 | Голы | 2 — Тамаш Фараго, Дьёрдь Хоркай 1 — Иштван Шивош | Монреаль |

| 24 июля 1976 | ФРГ                                                   | 4:4  | Югославия                          | Монреаль |
| 24 июля 1976 | Счёт по четвертям: 1:1, 1:1, 0:1, 2:1                 |      |                                    | Монреаль |
| 24 июля 1976 | Юрген Штифель — 2 Вернер Обшерникат, Гюнтер Вольф — 1 | Голы | 3 — Озрен Боначич 1 — Урош Марович | Монреаль |

| 26 июля 1976 | ФРГ                                           | 3:4  | Италия                                                       | Монреаль |
| 26 июля 1976 | Счёт по четвертям: 1:0, 1:1, 1:1, 0:2         |      |                                                              | Монреаль |
| 26 июля 1976 | Юрген Штифель, Гюнтер Вольф, Хорст Килиан — 1 | Голы | 2 — Сильвио Бараккини 1 — Санте Марсили, Джанни Де Магистрис | Монреаль |

| 27 июля 1976 | ФРГ                                   | 3:5  | Румыния                                                       | Монреаль |
| 27 июля 1976 | Счёт по четвертям: 0:1, 0:2, 3:1, 0:1 |      |                                                               | Монреаль |
| 27 июля 1976 | Лудгер Веке — 2 Гюнтер Вольф — 1      | Голы | 2 — Адриан Шерван 1 — Корнелиу Русу, Клаудиу Русу, Виорел Рус | Монреаль |

Итог: 6-е место